# إبدال المخالفة
إبدال المخالفة هو إبْدالُ صامِتٍ مَكانَ صامِتٍ مُماثِلٍ لصَوتٍ مُجاوِرٍ له، وهذا الإبْدالُ للمُخالَفةِ بَينَ المُتماثِلَين، ومِن أمْثِلتِه: قَصيَّتُ أظْفاري، بمَعْنى: قَصَصْتُ. والسَّببُ في هذا الإبْدالِ هو التَّخلُّصُ مِن تَوالي المِثْلَينِ.